# Kyphosus incisor
Kyphosus incisor és una espècie de peix pertanyent a la família dels kifòsids.

## Descripció
- Pot arribar a fer 90 cm de llargària màxima (normalment, en fa 45) i 3.850 g de pes.
- 11 espines i 13-15 radis tous a l'aleta dorsal i 3 espines i 12-13 radis tous a l'anal.
- És de color gris amb ratlles longitudinals metàl·liques al cos i dues bandes horitzontals al cap.[6][7][8][9]

## Alimentació
Menja algues, incloent-hi Sargassum.

## Hàbitat
És un peix marí, associat als esculls i de clima subtropical (42°N-33°S).

## Distribució geogràfica
Es troba a l'Atlàntic occidental (des del Cap Cod -Massachusetts, els Estats Units- fins al Brasil) i l'Atlàntic oriental (Madeira, Cap Verd, Angola i São Tomé).

## Ús comercial
Es comercialitza fresc.

## Observacions
És inofensiu per als humans.